# André Corneille Lens
Andries Cornelis Lens o André Corneille Lens(Amberes, 31 de marzo de 1739 – Bruselas, 30 de marzo de 1822) fue un pintor, ilustrador, teórico del arte y educador artístico flamenco. Es conocido por sus pinturas históricas de temas y retratos bíblicos y mitológicos. Deseando contribuir al resurgimiento de la pintura en Flandes, se inspiró en las tradiciones clásicas del siglo XVI y en Rafael. Fue, pues, un promotor del neoclasicismo en el arte flamenco. Fue docente y director de la Academia de Bellas Artes de Amberes y pintor de la corte del gobernador general de los Países Bajos austríacos. Se instaló en Bruselas, donde se casó. También fue escritor e historiador y publicó un libro ilustrado que analizaba los trajes, adornos y muebles de los distintos pueblos de la Antigüedad, y otro libro que exponía sus teorías sobre el arte.

## Biografía

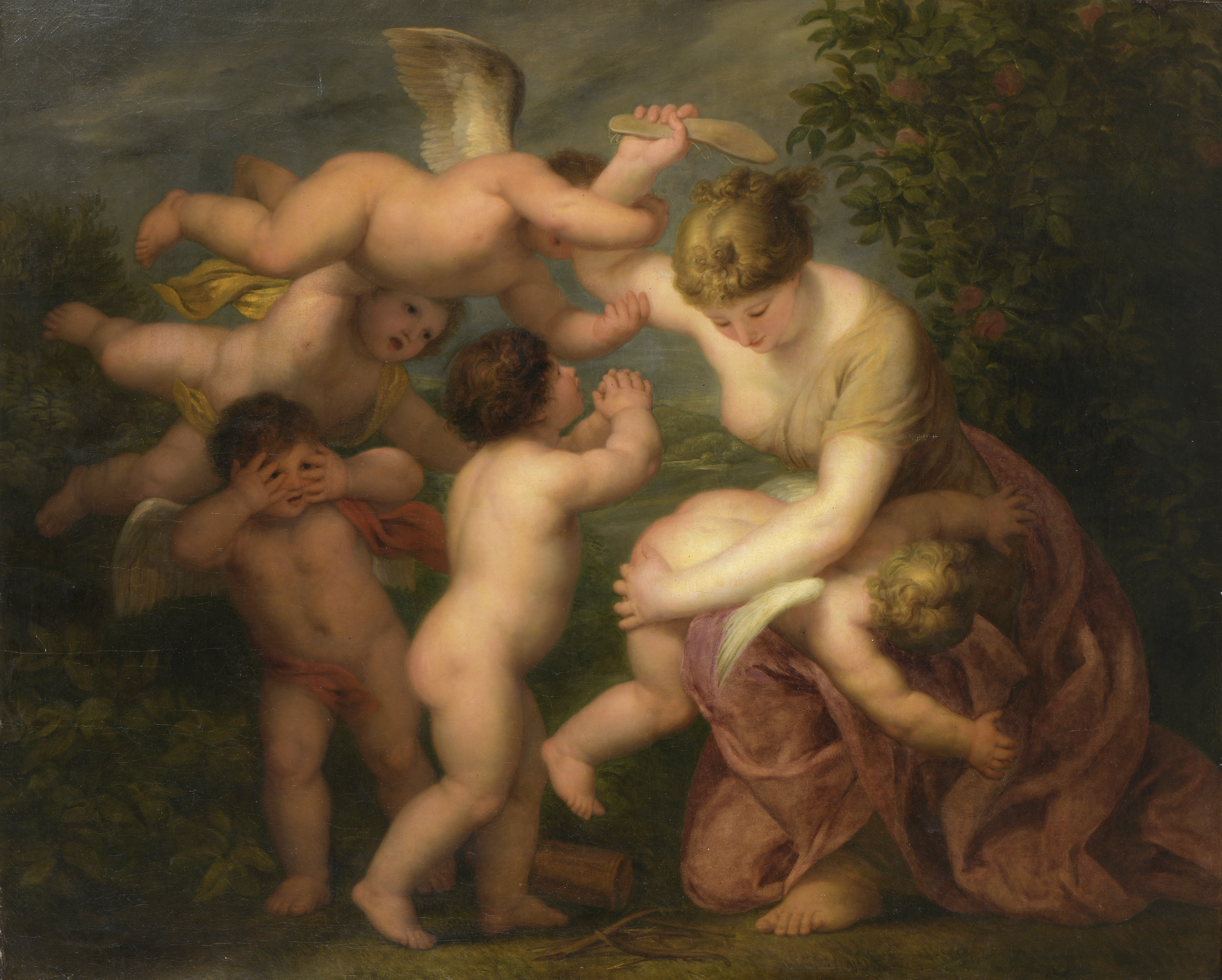
La educación de Cupido

Andries Cornelis Lens era hijo de Corneille Lens y Magdalena Slaets. Su padre era originario de Tilff, cerca de Lieja, una ciudad valona que entonces formaba parte del Principado-Obispado de Lieja. Su padre era un pintor de flores y dorador que de joven se había mudado a Amberes. Allí se había unido a la Guilda de San Lucas. Corneille Lens se convirtió en decano de este gremio, pero a menudo tuvo conflictos con él.Andries Cornelis Lens empezó su formación artística con el pintor Carel Ykens el Joven. Tras la muerte de Ykens en 1753, continuó sus estudios con Balthasar Beschey. Paralelamente Lens estudió en la Academia de Amberes, donde fue un alumno precoz que obtuvo varios primeros premios por obras de dibujo del natural. Ganó el segundo premio a los 15 años y el primer premio a los 17. Uno de sus profesores en la Academia fue el grabador Peter Martenasie. Martenasie quería dibujar siguiendo los modelos de la Antigüedad y pidió a sus alumnos que dibujaran según estatuas griegas. Lens pintó un retrato de Martenasie. Martenasie influyó en el desarrollo de Lens hacia un estilo clasicista.

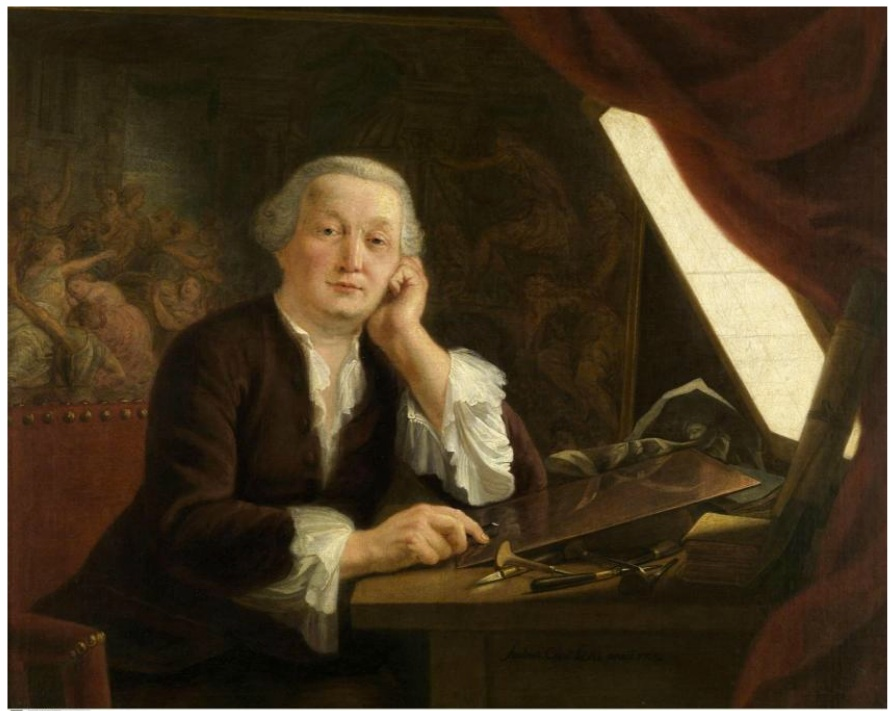
Retrato de Pieter Franciscus Martenasie

Lens se convirtió en director y profesor de la Academia de Amberes en 1763. Para demostrar sus calificaciones para este puesto, entregó a la Academia, el año de su nombramiento, una composición titulada "Hércules protege la pintura de la ignorancia y la envidia" (Museo Real de Bellas Artes de Amberes). El gobernador general del sur de los Países Bajos, el príncipe Carlos Alejandro de Lorena, se encariñó con el joven artista y nombró a Lens pintor de la corte en septiembre de 1764. También le dio a Lens un estipendio que le permitió ir a estudiar a Italia. El artista partió el 21 de octubre de 1764 hacia Italia, donde estudió casi cuatro años y copió a muchos de los antiguos maestros italianos y, en particular, a Rafael.Su hermano Jacob (también conocido como 'Jacques-Joseph'), siete años menor que él, lo acompañó en su viaje a Italia. Pasaron un tiempo en Florencia, Roma y Nápoles.Viajó de regreso a Amberes vía París, donde estuvo expuesto a nuevas corrientes artísticas. A su regreso a Amberes, Lens se convirtió en un promotor de estas nuevas ideas. 

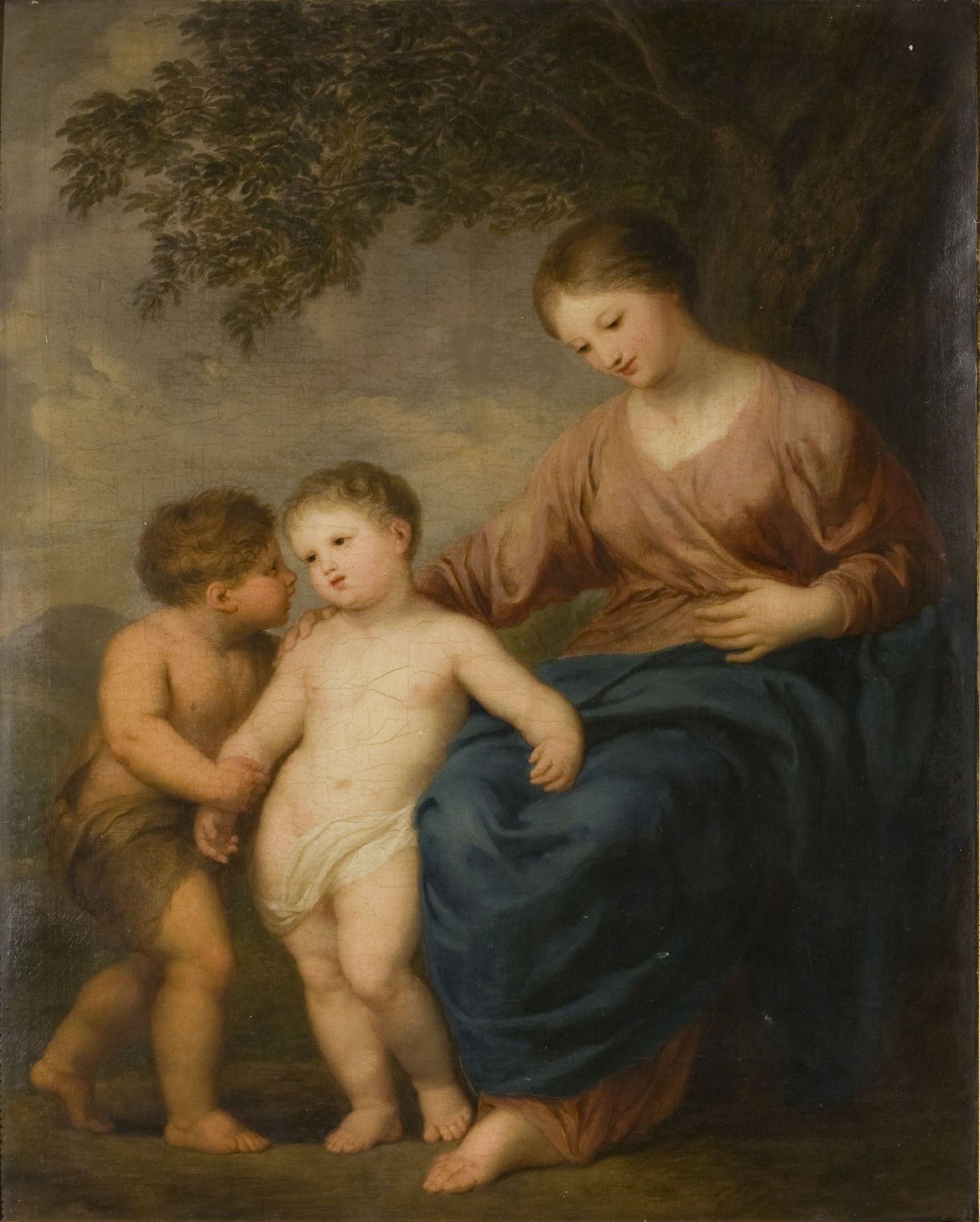
La Virgen, el Niño Jesús y San Juan

Lens intentó introducir reformas en la Academia de Amberes destinadas a enfatizar el estudio de modelos de la Antigüedad. Sus propuestas encontraron resistencia en sus compañeros directores. Como su padre, Lens entró en conflicto con la Guilda de San Lucas. Vio en este gremio un obstáculo para el desarrollo de los artistas y abogó por liberarlos del sistema gremial que imponía como condición para practicar el arte en cualquier ciudad de Flandes que el artista fuera miembro del gremio local.Cuando a su hermano Jacob le negaron el primer premio en un concurso de dibujo local, Lens se tomó el asunto a título personal. Envió una carta anónima al Príncipe Carlos Alejandro de Lorena en la corte de Bruselas pidiendo la eliminación de la autoridad del Gremio sobre los artistas de Amberes y poner esa autoridad en manos de la Academia, que determinaría la aptitud de un artista para ejercer. Como pintor de la corte, Lens no estaba sujeto a las restricciones del gremio. Sostuvo que la mezcla de pintores con artesanos en el gremio era una carga innecesaria para los pintores. El Príncipe envió la carta anónima al gobierno de la ciudad de Amberes, que a su vez buscó el consejo de la Academia. La Guilda se opuso a cualquier reforma del sistema vigente. Lens visitó al Príncipe para defender su caso en persona. Al final se impuso y la emperatriz María Teresa emitió el 20 de marzo de 1773 una orden de liberar a pintores, escultores y grabadores de las exigencias gremiales. La medida aumentó el prestigio de Lens que obtuvo varios encargos para realizar retablos.

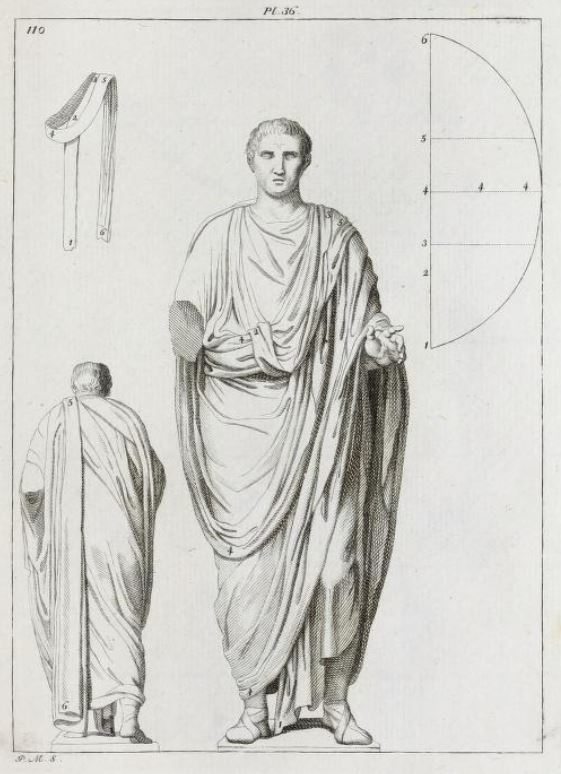
Lámina 36 de Le Costume de Plusieurs Peuples de L'Antiquité

Lens permaneció en funciones en la Academia de Amberes. En 1776 publicó en Lieja, en la editorial J.F. Bassompierre, un libro en francés titulado Le Costume de Plusieurs Peuples de L'Antiquité; Le Costume ou Essai sur les Habillements et les Usages de Plusieurs Peuples de L'Antiquité, Prouvé par les Monuments ("El traje de varios pueblos de la Antigüedad; El traje o ensayo sobre los hábitos y usos de varios pueblos de la Antigüedad, como lo demuestran los Monumentos"). El libro, de 412 páginas y 51 láminas, analiza las vestimentas, adornos y muebles de los antiguos egipcios, griegos, frigios, asirios, armenios, hebreos, romanos, persas y otros pueblos. Estaba ilustrado con 160 grabados de su antiguo maestro Pieter Franciscus Martenasie. Tras la muerte de su mecenas, el príncipe Carlos Alejandro de Lorena, ocurrida en Bruselas el 4 de julio de 1780, Lens se trasladó a Bruselas. Desde aquí envió en diciembre de 1780 a la Academia de Amberes su carta de dimisión. Cuando el emperador Francisco José I de Austria visitó Amberes, el 18 de junio de 1781, Lens pudo concertar una invitación para mostrarle las obras de arte de la catedral de Amberes. Luego el emperador lo invitó a acompañarlo en su carruaje para que le mostrase otros aspectos artísticos destacados de Amberes. Impresionado por el artista, que podía conversar con él en un francés fluido, el emperador invitó a Lens a ir con él a Viena como pintor de la corte. Lens debió rechazar la invitación ya que tenía previsto casarse con Petronella Josepha de Suemoy en Bruselas.

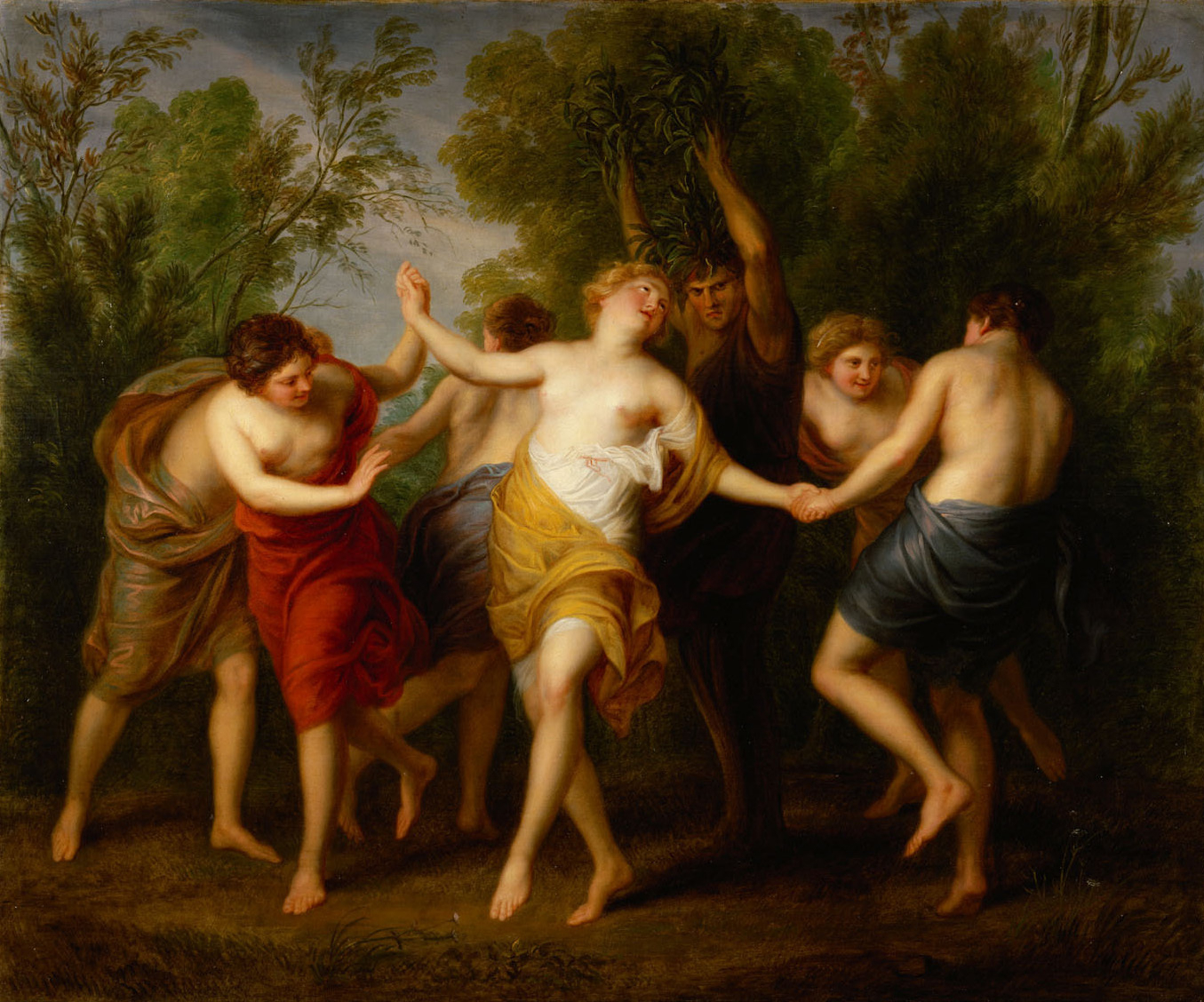
La danza de las Ménades

Lens encontró un nuevo mecenas en el príncipe Alberto Casimiro, duque de Teschen, sucesor del príncipe Carlos Alejandro de Lorena como gobernador general de los Países Bajos austríacos. El príncipe le encargó la decoración de sus apartamentos en el Castillo de Laeken, cerca de Bruselas. Posteriormente, estas obras se trasladaron a Viena.Lens mantuvo correspondencia con el pintor neoclásico suizo Julien de Parme, la cual ha sido publicada.
La Revolución de Brabante de 1789 y la posterior ocupación del sur de los Países Bajos por los franceses no perjudicaron al artista. Fue elegido miembro del Instituto de Francia, entonces llamado Instituto Nacional. Fue principalmente su publicación de 1776 sobre vestidos y trajes antiguos lo que reforzó su reputación en una época en que el neoclasicismo en el arte triunfaba en Francia. El actor francés François-Joseph Talma incluso visitó a Lens en Bruselas para rendir homenaje al artista que le había enseñado en su libro cómo vestir las togas romanas que vestía en el escenario.
En 1811 Lens publicó en Bruselas un libro con el título Du bon goût, ou, De la beauté de la peinture, considérée dans toutes ses Parties (Del buen gusto, o De la belleza de la pintura, considerada en todas sus partes). En esta obra expuso sus teorías artísticas. En ese entonces había dejado de pintar. Lens fue en 1803 cofundador en Bruselas de la Société de peinture, Sculpture et Architecture de Bruxelles (Sociedad de pintura, escultura y arquitectura de Bruselas), la llamada Société d'émulation destinada a promover el progreso de las artes. La Société d'émulation estaba compuesta tanto por aficionados como por artistas y amantes del arte y celebraba cada año una exposición de pintores contemporáneos. Por tanto, era similar a la Kunstmaatschappij (Sociedad de Artes) establecida en Amberes en 1778.

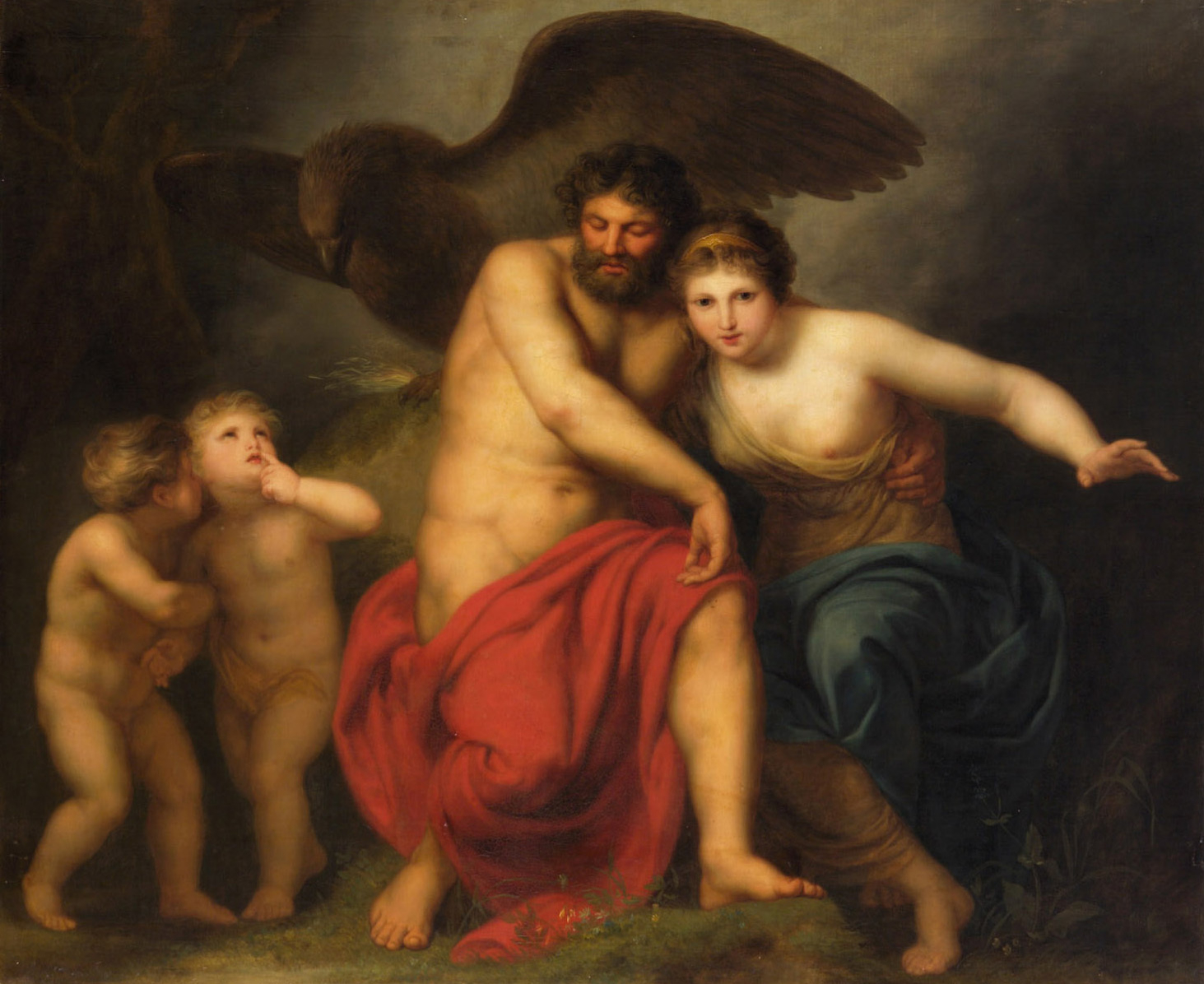
Zeus y Hera en el monte Ida

Después de 1815, cuando los Países Bajos del Sur pasaron a formar parte del Reino de los Países Bajos, Lens se convirtió en miembro del Koninklijk (Nederlands) Instituut van Wetenschappen, Letterkunde en Schoone Kunsten (Real Academia de Artes y Ciencias de los Países Bajoslos Países Bajos)y fue nombrado caballero del león Belga por el rey Guillermo I de los Países Bajos. 
Lens murió el 30 de marzo de 1822 en Bruselas.
Entre sus alumnos se contaron Jean-Pierre Borrekens, Cornelis Cels, Pierre Joseph Célestin François y Jacob van Strij.

## Obra
Andries Cornelis Lens fue un pintor cuyo tema principal eran escenas de la Biblia y la mitología antigua. Fue uno de los primeros representantes del neoclasicismo en la pintura belga. Su versión del neoclasicismo es muy personal e influenciada por las tradiciones pictóricas flamencas.
Si bien su obra no fue apreciada por los artistas flamencos de entonces, tuvo éxito en su época y contó con varios mecenas importantes. Sin embargo, no fundó una escuela propia y su reputación no ha sobrevivido tan bien como debiera.